# Selección juvenil de rugby de Gales
La selección juvenil de rugby de Gales es el equipo nacional de rugby regulado por la Welsh Rugby Union (WRU). La edad de sus integrantes ha variado según la edad máxima permitida en cada torneo, los mundiales actuales son para menores de 20, en el pasado compitió con selecciones de menores de 19 y de 21, denominándose M20, M19 o M21 según fuera el caso. El mejor desempeño en mundiales fue ser finalista en los Mundiales M19 de 1996 y 1999.
Actualmente compite en el Campeonato Mundial y a nivel continental en el Seis Naciones M20.

## Uniforme
Gales usa una indumentaria toda roja con laterales negros como uniforme principal, el de alternativa es gris también con laterales negros.

## Palmarés
- 6 Naciones M20 (1): 2016
- 6 Naciones M21 (3): 1999, 2003, 2005

## Participación en copas
| - Francia 2000: 4º puesto - Sudáfrica 2005: 6º puesto - EAU 2006: 6º puesto - Irlanda del Norte 2007: 4º puesto - Gales 2008: 4º puesto - Japón 2009: 6º puesto - Argentina 2010: 7º puesto - Italia 2011: 7º puesto - Sudáfrica 2012: 3º puesto - Francia 2013: 2º puesto - Nueva Zelanda 2014: 7º puesto - Italia 2015: 6º puesto - Inglaterra 2016: 7º puesto - Georgia 2017: 7º puesto - Francia 2018: 7º puesto - Argentina 2019: 6º puesto - Italia 2020: Cancelado - Sudáfrica 2023: 6º puesto - Sudáfrica 2024: 8º puesto - Italia 2025: 8º puesto - Georgia 2026: A disputarse - Argentina 1999: 5º puesto | - Sudáfrica 2002: 4º puesto - Inglaterra 2003: 6º puesto - Escocia 2004: 6º puesto - Argentina 2005: 8º puesto - Francia 2006: 8º puesto - Seis Naciones M20 2008: 2º puesto - Seis Naciones M20 2009: 5º puesto - Seis Naciones M20 2010: 3º puesto - Seis Naciones M20 2011: 3º puesto - Seis Naciones M20 2012: 4º puesto - Seis Naciones M20 2013: 2º puesto - Seis Naciones M20 2014: 3º puesto - Seis Naciones M20 2015: 4º puesto - Seis Naciones M20 2016: Campeón invicto - Seis Naciones M20 2017: 3º puesto - Seis Naciones M20 2018: 5º puesto - Seis Naciones M20 2019: 4º puesto - Seis Naciones M20 2020: Cancelado - Seis Naciones M20 2021: 4º puesto - Seis Naciones M20 2022: 5º puesto - Seis Naciones M20 2023: 6º puesto (último) - Seis Naciones M20 2024: 5º puesto - Seis Naciones M20 2025: 3º puesto - Summer Series M-20 2022: 2° puesto |